# Halet Efendi
Mehmet Sait Halet Efendi, né en 1761 à Constantinople et mort le 3 décembre 1822 à Konya, est un diplomate, homme politique et poète ottoman, ambassadeur à Paris de 1803 à 1806 et par la suite conseiller et favori du sultan Mahmoud II.

## Biographie
Halet Efendi a été ambassadeur à la cour de Napoléon Ier jusqu'en 1806, remplacé ensuite par Muhib Efendi de 1806 à 1811.
Il s'illustre lors des événements de la révolte de Bagdad en 1810 et établit une relation privilégiée avec le sultan Mahmoud II avec lequel il partage le projet de rétablir l'autorité centrale dans les provinces ottomanes. Il devient pendant une dizaine d'années la figure la plus importante de la politique impériale
En 1819, Halet Efendi attire l'attention du sultan sur la puissance et l'expansion d'Ali Pacha en Albanie et en Grèce. Mahmud II envoie une armée contre Ali Pacha, qui réagit en encourageant une rébellion contre le pouvoir ottoman, en Grèce. Ces événements conduisent à l'insurrection grecque de 1821. Le considérant comme responsable de la rébellion, le sultan bannit Halet Efendi de la cour. 
Il est déposé le 11 novembre 1822, exilé à Konya et exécuté peu après, d'abord étranglé puis décapité.